# Lend
Lend è un comune austriaco di 1 351 abitanti nel distretto di Zell am See, nel Salisburghese.